# Hans Jürgen von der Wense
Hans Jürgen von der Wense (* 10. November 1894 in Ortelsburg/Ostpreußen, heute Szczytno; † 9. November 1966 in Göttingen) war ein deutscher Schriftsteller, Übersetzer, Fotograf, Künstler und Komponist.

## Genealogie
Hans Jürgen von der Wense entstammte väterlicherseits dem niedersächsischen Adelsgeschlecht derer von der Wense. Sein Vater August von der Wense (* 1854; † 1902 in Schwerin) war als Offizier in Ortelsburg stationiert. Die Mutter Luise (1870–1951), geb. Freiin von Nettelbladt, stammte aus dem im Raum Rostock ansässigen Patrizier- und Freiherrengeschlecht von Nettelbladt und war die Tochter von Ferdinand von Nettelbladt.

## Leben
Hans Jürgen von der Wense wuchs nach dem durch einen Reitunfall verursachten Tod seines Vaters am 2. August 1902 und der anschließenden Einweisung seiner Mutter 1903 in die Psychiatrie-Kliniken Gehlsheim in Rostock und dann in Hamburg-Eppendorf bei den Strömer Tanten in Rostock auf. Von 1904 bis 1907 besuchte Wense die Schule in Rostock und in Bad Doberan. Erst ab 1907 fand er in einer Schülerpension in Doberan einen Heimatort. Hier besuchte Wense das Friderico-Francisceum Gymnasium, wo er im März 1914 das Abitur erlangte. 1914 siedelte er nach Berlin um, wo er zunächst Maschinenbau und Nationalökonomie, später Philosophie und Rechtswissenschaften zu studieren begann, das Studium aber schon nach kurzer Zeit abbrach. Er arbeitete dann in einer Berliner Buchhandlung. Während des Ersten Weltkrieges wurde er im Herbst 1915 zum Militärdienst eingezogen. Er entdeckte für sich Hector Berlioz, lernte Lateinisch und Dänisch und begann zu dichten. Ab 1916 wurde er wegen seines schwächlichen Gesundheitszustandes als Schreiber in einem Schweriner Artilleriedepot eingesetzt. 1917 veröffentlichte er fünf Gedichte und einen kleinen Prosatext in Franz Pfemferts Aktion. 1919 erschien ein ästhetisches Manifest mit dem Titel Die Abschaffung der Musik im Kunstblatt von Paul Westheim. 1918 wurde Wense als wissenschaftlicher Hilfsbibliothekar an die Generalstabsbibliothek nach Berlin versetzt.
Er unternahm Versuche in Atonaler Musik und komponierte avantgardistische Musik wie Komposition für Singstimme, Blechsieb und Orchester. Seine Erlebnisse in der Münchner Räterepublik während der Novemberrevolution sowie dem Spartakusaufstand in Berlin 1919 beschrieb Wense in einem Tagebuch. In dieser Zeit lernte er Georg Kaiser, Clara Zetkin, Erich Heckel, Leo Spies und Walter Spies kennen. 1920 ging Wense wieder nach Berlin, wo er sich mit Artur Schnabel und Hermann Scherchen befreundete und an dessen Musikzeitschrift Melos mitarbeitete. Er pflegte Brieffreundschaften zu den Komponisten Ernst Krenek und Eduard Erdmann sowie zu den Schriftstellern Georg Kaiser und Heinrich Hauser und gehörte zu dem Kreis junger Intellektueller um den Stummfilm-Regisseur Friedrich Wilhelm Murnau. Eduard Erdmann führte 1920 fünf Klavierstücke Wenses in Berlin auf.
1919 lernte Wense die Bildhauerin Hedwig Jaenichen-Woermann kennen, die ihn über zwanzig Jahre mit einer monatlichen Apanage von 222 Mark und 22 Pfennigen unterstützte.
1920 zog Wense nach Warnemünde um, lernte Italienisch, sammelte ossetische Volkslieder, reiste mit Walter Spies in den Taunus, besuchte Arthur Schnabel und Paul Klee und arbeitete an den Kompositionen Hávamál aus der Edda. Er begann sein Projekt Wetterbücher. In Melos veröffentlichte er einen Essay über den Dirigenten Arthur Nikisch.

### „Zweites Leben“
1921 erlebte Wense in Warnemünde ein Nordlicht und begann sein „zweites Leben“. Er begann altirische, altisländische, ägyptische Studien, erfand Horoskope und wendete sich dem musikalischen Neoprimitivismus zu. Er pendelte zwischen Warnemünde und Berlin.
Wense arbeitete 1922 an seinen Aphorismen, die er Fragmente nannte. 1922 trat er mit eigenen sechs Liedern beim Fest Neuer Tonkunst in Donaueschingen auf. Sein Beitrag wurde ambivalent aufgenommen. Wense pendelte in dieser Zeit zwischen Berlin, Wustrow und Warnemünde.
Er lernte ab 1924 Chinesisch, um Laozi zu übersetzen, und viele weitere Sprachen wie Arabisch, Dänisch, Sanskrit, Altirisch, Suaheli, Syrisch und Walisisch.
1925 unterhielt er eine Liebesbeziehung zu Heinrich Dannehl, reiste nach Österreich und an den Rhein. 1926 reiste er in die Schweiz, begann seine Arbeiten am Konfuzius und pendelte zwischen Berlin, Warnemünde und dem Wohnort Heinrich Dannehls in Leipzig. Mit Dannehl reiste er nach Bayreuth, Prag und Wien. 1926 schloss er seine Übersetzungen zu Lau Dan und Dschou Dsi ab.
1927 arbeitete er an astrologischen Themen und begann die Übersetzung der Lieder von der Insel Yap und der Lieder der Ewe. 1928 übersetzte er die Malta-Lieder. 1929 schloss er die Lieder von Yap ab, arbeitete an den Uitoto- und Kágaba-Mythen und an den Fragmenten. Er collagierte Bilderbücher, reiste nach Paris, Prag, Triest und Königsberg.
1930 besuchte Wense Wien, Brünn und Prag. Er zog nach Hamburg, anschließend nach Schwerin, Wustrow und schließlich nach Blankenese. 1931 zog er nach Lübeck. Er arbeitete am Südseebuch und den Fragmenten; er begann eine Welt-Laut-Schrift. Am 6. Mai 1932 verließ Wense seinen von Lübeck kommenden Zug in Karlshafen, übernachtete dort und blieb zunächst, von der Warburger Börde mit dem Desenberg beeindruckt, dort wohnen.

### Kassel – Herumwandern statt Emigration
Kurz darauf zog Wense nach Kassel. 1933 wanderte er im Eichsfeld, arbeitete am Hessen-Buch und begegnete erstmals seinem Brieffreund Erwin Schliephake. Wense wanderte an der Diemel, nach Brilon, Marsberg, Paderborn und Gierskopp. Ab Anfang der 1930er Jahre ging er als Wanderer und Seismograph der „Fieberlinien“ in das hessische Mittelgebirge.
Ab 1932 widmete sich Wense der Landschaftsphotographie. 1935 erlitt er seine erste Depression. 1936 zog er für fünf Monate nach Braunschweig zu Eddy Esche, anschließend hielt er sich wieder in Karlshafen auf. Es folgte die erste Wanderung in den Harz. 1937 wanderte er im Kreis Wittgenstein, Soest, Paderborn, dem Diemeltal und Limburg und besuchte das ehemalige Reichskammergericht in Wetzlar. Wense lebte kurzzeitig in Lübeck, dann in Schwerin, und machte einen Abstecher nach Kopenhagen. 1939 besuchte er Dresden, begann seine Arbeit über den Schweizer Uhrmacher Jost Bürgi und erlebte nach dem ersten Fliegeralarm in Kassel somatische Schreibprobleme. 1940 wanderte Wense im Vogelsberg und dem Westerwald. 1941 reiste er an den Rhein.
Mangels festem Wohnsitz, den er 28-mal wechselte, entging er dem Nazi-Erfassungsnetz. Auswandern umging er durch Herumwandern.

### Jahre in Göttingen
Wense zog 1940 schließlich nach Göttingen. Während des Zweiten Weltkriegs wurde Wense nicht zum Militärdienst eingezogen, er musste aber seit 1943 Kriegsersatzdienst als Abteilungsleiter in einer Radiosondenfabrik des Siemenskonzerns der Physikalischen Werkstätten in Göttingen leisten. Er reiste nach Trier und Luxemburg. 1944 lernte er seinen Brieffreund und späteren Herausgeber Dieter Heim während seiner Tätigkeit bei den Physikalischen Werkstätten (Göttingen) kennen.
1945 wurden fünf Lieder Wenses in Göttingen uraufgeführt. 1947 begann Wilhelm Niemeyer seinen Briefkontakt mit Wense, der ihn 1949 in Hamburg besuchte. 1950 wanderte Wense im Reinhardswald. 1952 wanderte er um Paderborn, Erwitte, Geseke, in Lippstadt, Soest, Höxter und Bad Pyrmont. 1953 wanderte Wense um Lügde, am Vogelsberg, in Lippe, um Detmold, Bad Pyrmont, Lemgo, Pömbsen, Höxter, Bevern, Bad Driburg und Altenbeken.
1954 wanderte Wense im Zickzack vom Sauerland bis in die Rhön, insbesondere ekstatisch um Melsungen und im Kaufunger Wald. Sein literarisches Ziel war es nunmehr, sein versendetes literarisches Material als Briefroman herauszugeben. Er beendete seinen Heraklit.
Er durchwanderte das Edertal, Wittgenstein, Hallenberg und besuchte 1955 die documenta 1 in Kassel. 1957 wanderte er nach Paderborn und Brakel und 1958 nach Bursfelde, durch den Knüll, durch den Habichtswald und an der Diemel. 1961 wanderte Wense durch den Solling, nach Korbach, im Waldecker Upland und nach Hildesheim.

## Tod
Bestattet wurde Wense in Diemarden.

## Werk
Wense widmete sich dem Studium der Meteorologie, Geologie, Mineralogie, Astronomie und Astrologie, begann mit den Übersetzungen außereuropäischer Literatur und beschäftigte sich mit vielen anderen Themen.
Brockhaus nennt Wense einen Vertreter des musikalischen Dadaismus, den keiner so vertrat wie er.
Wense war ein leidenschaftlicher Wanderer und legte mehr als 40.000 Kilometer zu Fuß zurück. Er beschrieb und fotografierte die hessische und ostfälische Landschaft und legte umfangreiche Materialsammlungen zu verschiedenen Buchprojekten und Mappen an. Wense war ein Mystagoge der Landschaft, der die Region zwischen Nordhessen, Ostwestfalen und Sauerland sowie dem südlichen Teil Niedersachsens durchwanderte und mit Akribie verschriftlichte. Den allergrößten Teil davon, seine Aphorismen, Glossen, Bonmots und Aperçus, schrieb er in Tausenden von Briefen an wenige, ausgewählte Freunde. Bisher sind in den verschiedenen Nachlässen ca. 3.500 Briefe gefunden worden; ca. 850 davon wurden inzwischen veröffentlicht. Er publizierte nur wenig und nur auf äußersten Druck seiner Verleger. Wense soll bewiesen haben, dass Heinrich von Morungen sieben Jahre in Indien verbrachte, dafür gibt es aber keine Nachweise. Ferner behauptete er, dass der dialektische Materialismus aus dem Buddhismus entstammte und das Fußballspiel aus dem Sonnenkult der Maya kam.
Wense blieb weitgehend unbekannt, gilt aber als ein Quergeist mit großer sprachlicher Begabung. Er hinterließ 60.000 Nachlaßseiten, 40 Tagebücher, 258 Messtischblätter, 40 Kompositionen, 3000 Fotos; 3000 von 6000 Briefen. Vier postume Wensebücher erschienen seit 1987 bei Matthes & Seitz. Sein Nachlass wird von der Universitätsbibliothek Kassel verwahrt.
Das Wense Forum hat seinen Sitz in Kassel.

## Zitate
Zur Systematik seines Sammelns schrieb Jürgen von der Wense:

„Ich ordne es alphabetisch, nach Stichworten und bringe (von Aas bis Zylinder) die erlesensten, erpichtesten Stücke aus allen Zeiten und Zonen, nur oder fast nur Ignota und Rara und in meiner Übertragung oder doch Fassung mit strengsachlichen Kommentaren und erschließe so ganze weltweite Gelände des Geistes, eine Herausforderung für unsere von Hochmut auf Engtaille eingelaufene Zeit, aber nicht nur Weisheit u. Poesie, wesentlich auch Dokumente, politische, juridische und intime, ein Querschnitt durch das Gesamtsein der Menschheit. Ich habe schon einen starken Batzen, das ganze auf 1000–2000 Seiten Dünndruck, so Grille: einen hinreißenden Bericht von Carducci über den Grillengesang in Toscana (Werke Bd. 20, 461-92), in italiänischem Text mit meiner Übersetzung, bei Ohrenschmalz ein bezauberndes Negermärchen, bei Vulkanausbruch eine Kanzone von Camõens in portugiesisch mit wörtlicher Übertragung, dann neben etwa 2/5 meiner ganzen Arbeiten – 3/5 fallen – viel irisches, besonders 6., 8. und 17. Jahrhundert, koreanisches, mordwinisches – jedes Mal genaue Kommentare mit Geschichten und Literargeschichten dieser Völker, z. T. überhaupt noch nicht geschrieben, bei Brücke Inschriften auf Brücken in Brusa (Anatolien), türkisch u. deutsch in Versen und ebensolche in Island (aber von 1954!); viel Thoreau (den geliebten amerikanischen Klassiker), und Merovinger-Rechte, Mellin de Saint-Gelais u. Tourisonne, entzückendste Poesie von 1500, völlig vergessen, viele Dokumenta der spanischen Ommajaden, lebende fârôische Dichter, über 8000 afrikanische Sprüche, Volkslieder aus Palästina oder Sibirien mit eingeschriebenen Melodien, „Konfuzius“ in Zeichen, wörtlich und Nachdichtung, ebenso Lau Dan etc., um dem Wahnsinn der „Übersetzungen“ ein Ende zu machen, sehr viele Wissenschaft: Mathematik von den Indern bis Hilbert, von Gogol nur seine Aphorismen über Hochhäuser, alle heute bei den „Intellektuellen“ (die morgen so lächerlich sind wie uns heute die von 1890) berühmten Größen fallen völlig aus, dagegen erheben sich UNGEHEURE Dichter wie Lenin (aus Wales; † 1572), Abu al-ibn-Anāf, Papst Pius XIII., dessen Hymnen auf das Streichholz und den Photoapparat ich ebenso aufnahm wie die lateinischen Oden des 1907 verstorbenen Schweizers Essiva auf die elektrische Eisenbahn – das Geheimnis aber ist: dies Werk hat eine unmerkliche Tiefenlinie und Ethik, verführt mit jedem Bei-Spiel den Leser hinaus aus seiner Zeitgeist-Öde ins ewig-Unermessene als ein Ja über jedem Ja. Ich sage: Lest nicht die Times, lest die Ewigkeiten!“

Hans Jürgen von der Wense schrieb über sich:

„[…] ich bin kein schriftsteller, kein literat, kein dichter, kein gelehrter, kein musicus, vielmehr nichts als ein mensch, d. h. philosoph, ein rebell!“

## Kompositionen
- Weht der Wind nicht leise. Nach einem Gedicht aus der 'Blüte des Chaos' von Alfred Mombert. In: Melos. Berlin 1, 1920, H. 4, Beilage.
- Ausgewählte Kompositionen. Hrsg. von Tobias Widmaier. Pfau, Saarbrücken 1994.
- Seht doch: unser Freund, er kommt gefahren. In: Der Pfahl. Bd. 8. Matthes & Seitz, München 8, 1994, ISSN 0933-6362, S. 29–30.
- Feuersignale, über Abgründe geblinkt. Nach einem Gedicht von Wilhelm Klemm. In: Der Pfahl. Bd. 8. Matthes & Seitz, München 8, 1994, ISSN 0933-6362, S. 31–32.

## Schriften

### Publikationen zu Lebzeiten
- Angelegenheit. In: Die Aktion. Hamburg 7, 1917, ISSN 0516-334X, S. 357 f.
- Sternblaue Wimper. In: Die Aktion. Hamburg 7, 1917, ISSN 0516-334X, S. 432.
- Expansion. In: Die Aktion. Hamburg 7, 1917, ISSN 0516-334X, S. 475.
- Finale. In: Die Aktion. Hamburg 7, 1917, ISSN 0516-334X, S. 513.
- Der phantastische Äther IV. In: Die Aktion. Hamburg 7, 1917, ISSN 0516-334X, S. 613.
- Der phantastische Äther V. In: Das Aktionsbuch. Hrsg. v. Franz Pfemfert. Berlin 1917, S. 260 f.
- Die Jugend, die Dirigenten und Nikisch. In: Melos. Berlin 1, 1920, H. 3, ISSN 0025-9020, S. 66–68.
- Lied eines Mannes den seine Frau verlassen hat. Aus den Tänzen und Gesängen der Insel Yap. In: Heinrich Hauser: Noch nicht. Berlin 1932, S. 116–118.
- Lieder der Insel Malta. In: Münchner Neueste Nachrichten. München 26. Februar 1941.
- Die Schaukel. In: Die Sammlung. Göttingen 1, 1946, H. 7, ISSN 0179-3128, S. 427–429.
- Epidot. In: Die Sammlung. Göttingen 1, 1946, H. 11/12, ISSN 0179-3128, S. 618–630.
- Aus >Epidot<. In: Die Sammlung. Göttingen 2, 1947, H. 11, ISSN 0179-3128, S. 666–669.
- Diwan des Derwisch Machdumkuli. In: Die Fähre. München 2, 1947, H. 11, S. 665–666.
- Stimmen der Völker. In: Die Sammlung. Göttingen 3, 1948, H. 9, ISSN 0179-3128, S. 513–516.
- Gesänge der Uitoto. In: Literarische Revue. München 3, 1948, H. 5, S. 315–317.
- Volkslied aus dem Ural. Der Sakamar. In: Literarische Revue. München 3, 1948, H. 9, S. 562.
- Der Lebensmüde. In: Die Sammlung. Göttingen 4, 1949, H. 2, ISSN 0179-3128, S. 65–73.
- Volkslieder aus Malta. In: Atlantis. Zürich 21, 1949, H. 11, S. 481–482.
- Tagebuch 1919. In: Hans Rhodius: Schönheit und Reichtum des Lebens. Walter Spies, Maler und Musiker auf Bali 1895–1942. L.J.C.Boucher, Den Haag 1964, S. 85–90.

### Posthum
Soweit nicht anders angegeben, ist Dieter Heim der Herausgeber dieser Publikationen.
- Brief an Eduard Erdmann (August 1919). In: Christoph Bitter, Manfred Schlösser (Hrsg.): Begegnungen mit Eduard Erdmann. Darmstadt 1968, S. 251–255.
  - wieder in Bernd Mattheus, Axel Matthes (Hrsg.): „Ich gestatte mir die Revolte.“ Matthes & Seitz, München 1985, ISBN 3-88221-361-2, S. 343–351.
- Epidot. Hg. Dieter Heim. Matthes & Seitz, München 1987, ISBN 3-88221-363-9.
- Brief-Auszüge. In: Der Pfahl. Bd. 1. Matthes & Seitz, München 1987, ISSN 0933-6362, S. 251–256.
- Briefe an Wilhelm Niemeyer. In: Der Pfahl. Bd. 2. Matthes & Seitz, München 1988, S. 56–60.
- Brief. In: Der Pfahl. Bd. 2. Matthes & Seitz, München 1988, S. 61–64.
- Mein Götterhimmel. In: Der Pfahl. Bd. 2. Matthes & Seitz, München 1988, S. 65–68.
- Die Westinschrift des Tschang Tsai. In: Der Pfahl. Bd. 2. Matthes & Seitz, München 1988, S. 69–75.
- Brief an Dieter Heim vom 18. Februar 1955. In: Matthes & Seitz-Verlagsverzeichnis, Herbst 1989. Matthes & Seitz, München 1989.
- Revolution. In: Der Pfahl. Bd. 3. Matthes & Seitz, München 1989, S. 133–143.
- Briefauszüge an Dieter Heim. In: Der Pfahl. Bd. 4. Matthes & Seitz, München 1990, S. 16–24.
- Brief an Dieter Heim vom 24. Januar 1965. In Enid Starkie: Das Leben des Arthur Rimbaud. Eine Biographie. Neu hg. von Susanne Wäckerle. Aus dem Engl. von Margarete Gräfin Montgelas und Hans B. Wagenseil. Matthes & Seitz, München 1990, ISBN 3-88221-765-0, S. IX–XV.
- Herákleitos. Urworte. In: Der Pfahl. Bd. 6. Matthes & Seitz, München 1992, S. 38–55.
- Los des Menschen. In: Der Pfahl. Bd. 7. Matthes & Seitz, München 1993, S. 38–39.
- Zum Meßtischblatt Jühnde. In: Der Pfahl. Bd. 7. Matthes & Seitz, München 1993, S. 126–134.
- Über die Kágaba und den Mythos. In: Der Pfahl. Bd. 7. Matthes & Seitz, München 1993, S. 135–175.
- Blumen blühen auf Befehl. Aus dem Poesiealbum eines zeitungslesenden Volksgenossen 1933–1944. Hrsg. und Nachwort v. Dieter Heim. Matthes & Seitz, München 1993, ISBN 3-88221-787-1.[15]
- Briefe an Hermann Scherchen. Hg. Reiner Niehoff. In Der Pfahl. Bd. 8. Matthes & Seitz, München 1994, S. 24–32.
- Alain de Lille. Vorwort und Übersetzung. In: Der Pfahl. Bd. 8. Matthes & Seitz, München 1994, S. 33–49.
- Leiden des Kreuzzugs. Übersetzung des Freidank von Akers. In: Der Pfahl. Bd. 8. Matthes & Seitz, München 1994, S. 50–61.
- Briefe an Herbert Jäger. Hrsg. Michael Lissek, Reiner Niehoff. In: Der Pfahl. Bd. 8. Matthes & Seitz, München 1995, S. 145–156.
- Die Visigoten und ihr König Sisebut. In: Der Pfahl. Bd. 9. Matthes & Seitz, München 1995, S. 157–164.
- Sisebut. De eclipsi lunae – Mondfinsternis. In: Der Pfahl. Bd. 9. Matthes & Seitz, München 1995, S. 165–168.
- Geschichte einer Jugend. Tagebücher und Briefe. Matthes & Seitz, München 1999, ISBN 3-88221-821-5.
- Von Aas bis Zylinder. Werke. Das Briefwerk. Hrsg. Reiner Niehoff und Valeska Bertoncini. 2 Bde. Zweitausendeins, Frankfurt 2005, ISBN 3-86150-636-X.
- Wanderjahre. Hrsg. Dieter Heim. Matthes & Seitz, Berlin 2006, ISBN 3-88221-868-1.
- Briefe und Postkarten an Wilhelm Niemeyer (1958). Hrsg. Reiner Niehoff. In: L. Der Literaturbote. Heft 84, Dezember 2006, ISSN 1617-6871, S. 50–55.
- Mappe Leben und Tod / Tod. Hrsg. Reiner Niehoff. In: Text + Kritik. Zeitschrift für Literatur, 185. Schwerpunktheft Hans Jürgen von der Wense. München 2010, S. 17–34.
- Über das Stehen. Ein Essay. Hrsg. Reiner Niehoff, Nachwort Valeska Bertoncini. Blauwerke, Berlin 2014, ISBN 978-3-945002-01-8.
- Reiner Niehoff (Hrsg.): Hans Jürgen von der Wense: Routen I: Südniedersachsen, Matthes & Seitz, Berlin 2023, ISBN 978-3-7518-0952-8